# Phil Gallagher
Phil Gallagher (ur. 3 marca 1977 w Gillingham) – brytyjski prezenter telewizyjny CBeebies.

## Życiorys
Po ukończeniu Rainham Mark Grammar School w Medway w hrabstwie Kent, studiował na Canterbury Christ Church University w Canterbury. Rozpoczął karierę jako prezenter i reporter sportowy w BBC Radio Kent. Był performerem i lalkarzem w Playhouse Disney, a także grał postacie i głosy dla studia Disneya.
W latach 2003–2005 występował w programie GMTV Diggin 'It. W 2006 był stałym bohaterem jako Pablo „Packer” w teleturnieju dla dzieci CBBC Mighty Truck of Stuff, a także był lektorem teleturnieju Channel 4 Unanimous.
Gallagher często brał udział w pantomimach. Występował w Theatre Royal w Winchesterze w spektaklu Aladyn (2006) jako Wishee Washee i przedstawieniu Jaś i magiczna fasola (2007) w roli Silly’ego Billy’ego, brata Jasia, a także w Opera House w Buxton w Derbyshire w widowisku Kopciuszek (2008) jako Guziki, służący w gospodarstwie domowym, który pomaga Kopciuszkowi i ją kocha, w tytułowej roli Aladyna (2009) u boku George’a Takei w Central Theatre w Chatham w Chatham w hrabstwie Kent, musicalu Królewna Śnieżka i siedmiu krasnoludków (2011) w St Albans jako nadworny błazen królowej (w tej roli Toyah Willcox) – Muddles.
W 2009 zdobył nominację do Nagrody BAFTA w kategorii „Najlepszy dziecięcy prezenter” za rolę tytułowego Pana Robótki (ang. Mister Maker).

## Wybrana filmografia
- 2007-2009: Pan Robótka jako Pan Robótka
- 2009-2010: Kieszonkowy dziadek jako Pan Lubię Jak
- 2010-2011: Nadjeżdża Pan Robótka jako Pan Robótka
- 2011: Śmichy chichy
- 2012: Potrafię gotować jako Pan Robótka (odcinek 26 serii IV)
- 2013: Dookoła świata z Panem Robótką jako Pan Robótka
- 2015: Artystyczne przyjęcie u Pana Robótki jako Pan Robótka
- 2020-2021 Pan Robótka w domu jako Pan Robótka